# Edwin Beeler
Edwin Beeler (* 19. April 1958 in Rothenthurm; von Luzern) ist ein Schweizer Filmregisseur, Autorenproduzent, Kameramann  und DVD-Produzent.

## Leben
Zwischen 1984 und 2000 verfasste Beeler Artikel und Reportagen für Printmedien (Das Magazin, Die Weltwoche, Schweizer Familie, Luzerner Zeitung u. a.).
Seit 1984 realisiert der ausgebildete Historiker (Lizentiat in Allgemeiner Geschichte, Universität Zürich, 1986) Dokumentarfilme in der Schweiz. Seine Werke werden von seiner Firma Calypso Film AG (gegründet 1988) produziert. Stoff und Themen seiner Filmstories gründen oft in der Geschichte. «Sein Markenzeichen sind verständliche Erzählungen dank authentischer Akteure» (Herbert Fischer, Kulturmagazin, Februar 2005). Seinen ersten Kino-Dokumentarfilm legte Beeler 1984 mit «Rothenthurm – Bei uns regiert noch das Volk» vor. Seine filmischen Beobachtungen und Erzählungen über die Bürgerbewegung gegen den damals geplanten Waffenplatz mitten im Hochmoor stempelten ihn als Linken ab; rechtsbürgerliche Politiker wie Ernst Cincera, Otto Fischer und Alois Graf protestierten gegen die Filmförderbeiträge seitens des Bundes und des Kantons Luzern.
1991 und 1998 brachte Beeler seine Filme «Bruder Klaus» (über Niklaus von Flüe) und «Grenzgänge – Eine filmische Recherche zum Sonderbundskrieg 1847» – letzteren realisiert und produziert zusammen mit Theaterregisseur Louis Naef – ins Kino, 2005 einen Dokumentarfilm über die Umbrüche an den Arbeitsplätzen von Eisenbahnern («Gramper und Bosse – Bahngeschichten»). 2011 kam sein Film «Arme Seelen – Les Revenants» in die Kinos der deutschsprachigen Schweiz. Mit rund 25'000 Kinoeintritten gehört er zu den erfolgreichsten Schweizer Kinofilmen des Jahres 2011. Für seinen Film «Die weisse Arche» wurde Beeler mit dem Innerschweizer Filmpreis 2017 der Albert Koechlin Stiftung ausgezeichnet. Im gleichen Jahr wurde er mit dem Innerschweizer Kulturpreis für sein Gesamtschaffen ausgezeichnet. Die Preisverleihung fand im Filmtheater des Verkehrshauses der Schweiz statt.
Beeler hat zwei Töchter und lebt in Luzern in der Schweiz. Seit 1985 ist Beeler Mitglied des Berufsverbandes der Schweizer Filmregisseure und Drehbuchautoren arf/fds.

## Filmografie
- 2020: Hexenkinder
- 2016: Die weisse Arche
- 2011: Arme Seelen – Les Revenants (engl.: The Souls – Tales of Ghostly Encounters)
- 2005: Gramper und Bosse – Bahngeschichten
- 2004: Nazis en Suisse (Teil der Serie «L’histoire c’est moi»)
- 2004: De l’homme au soldat (Teil der Serie «L’histoire c’est moi»)
- 1999: Der vergessene Krieg – 150 Jahre nach dem Sonderbund (realisiert gemeinsam mit Louis Naef)
- 1998: Grenzgänge. Eine filmische Recherche zum Sonderbundskrieg 1847 (realisiert gemeinsam mit Louis Naef)
- 1991: Bruder Klaus
- 1984: Rothenthurm – Bei uns regiert noch das Volk

## Auszeichnungen
- 1992: Anerkennungspreis der Stadt Luzern
- 2017: Innerschweizer Filmpreis
- 2017: Innerschweizer Kulturpreis